# 크기 (수학)
수학에서 수학적 대상의 크기는 해당 대상이 같은 종류의 다른 대상보다 크거나 작은지 여부를 결정하는 속성이다. 보다 공식적으로, 객체의 크기는 그것이 속한 객체 클래스의 순서(순위)에 따라 표시되는 결과이다. 크기라는 개념은 고대 그리스로 거슬러 올라가며 한 물체에서 다른 물체까지의 거리를 측정하는 척도로 적용되었다. 숫자의 경우 숫자의 절댓값은 일반적으로 숫자와 0 사이의 단위 측정값으로 적용된다.
벡터 공간에서 유클리드 노름은 공간의 두 점 사이의 거리를 정의하는 데 사용되는 크기의 척도이다. 물리학에서 크기는 수량 또는 거리로 정의될 수 있다. 크기 정도는 일반적으로 십진수 척도에서 한 숫자와 다른 숫자 사이의 거리 단위로 정의된다.

## 같이 보기
- 집합의 크기